# Eoin Macken
Eoin Macken, född 21 februari 1983 i Dublin, är en irländsk skådespelare.
Macken har bland annat medverkat i TV-serierna Merlin och The Night Shift. Han har även medverkat i filmen Resident Evil: The Final Chapter.

## Filmografi (i urval)
- 2010–2012 – Merlin (TV-serie)
- 2014–2017 – The Night Shift (TV-serie)
- 2016 – Resident Evil: The Final Chapter
- 2021–2023 – La Brea (TV-serie)
- 2025 – Ransom Canyon (TV-serie)